# Senereuș, Mureș
Senereuș, mai demult Senarăuș (în dialectul săsesc Tsendersch, în germană Zendersch, Zendrisch, Senbersch, în maghiară Szénaverős) este un sat în comuna Bălăușeri din județul Mureș, Transilvania, România.

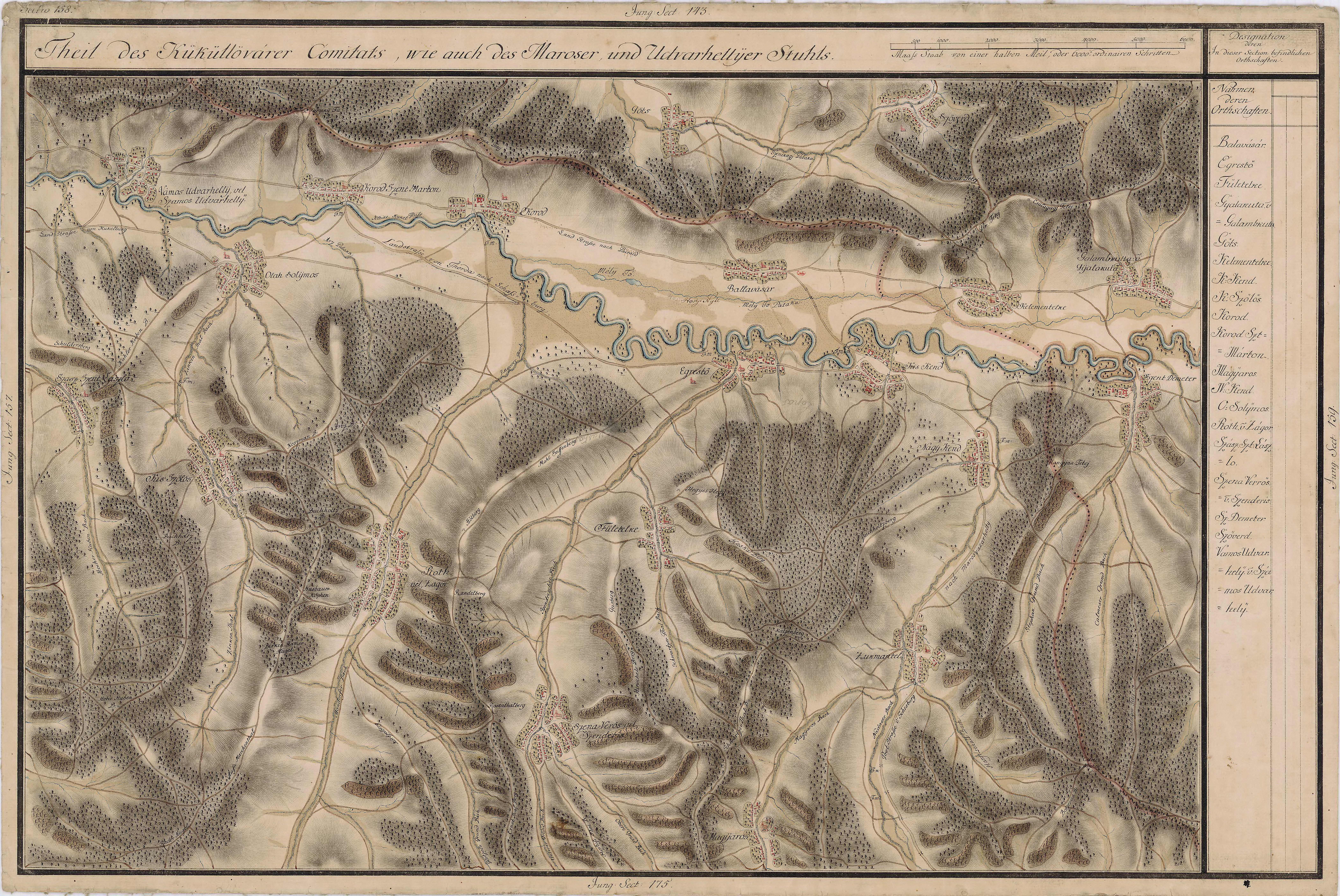
Senereuș pe Harta Iosefină a Transilvaniei, 1769-73

## Monumente
- Biserica fortificată din Senereuș

## Galerie de imagini

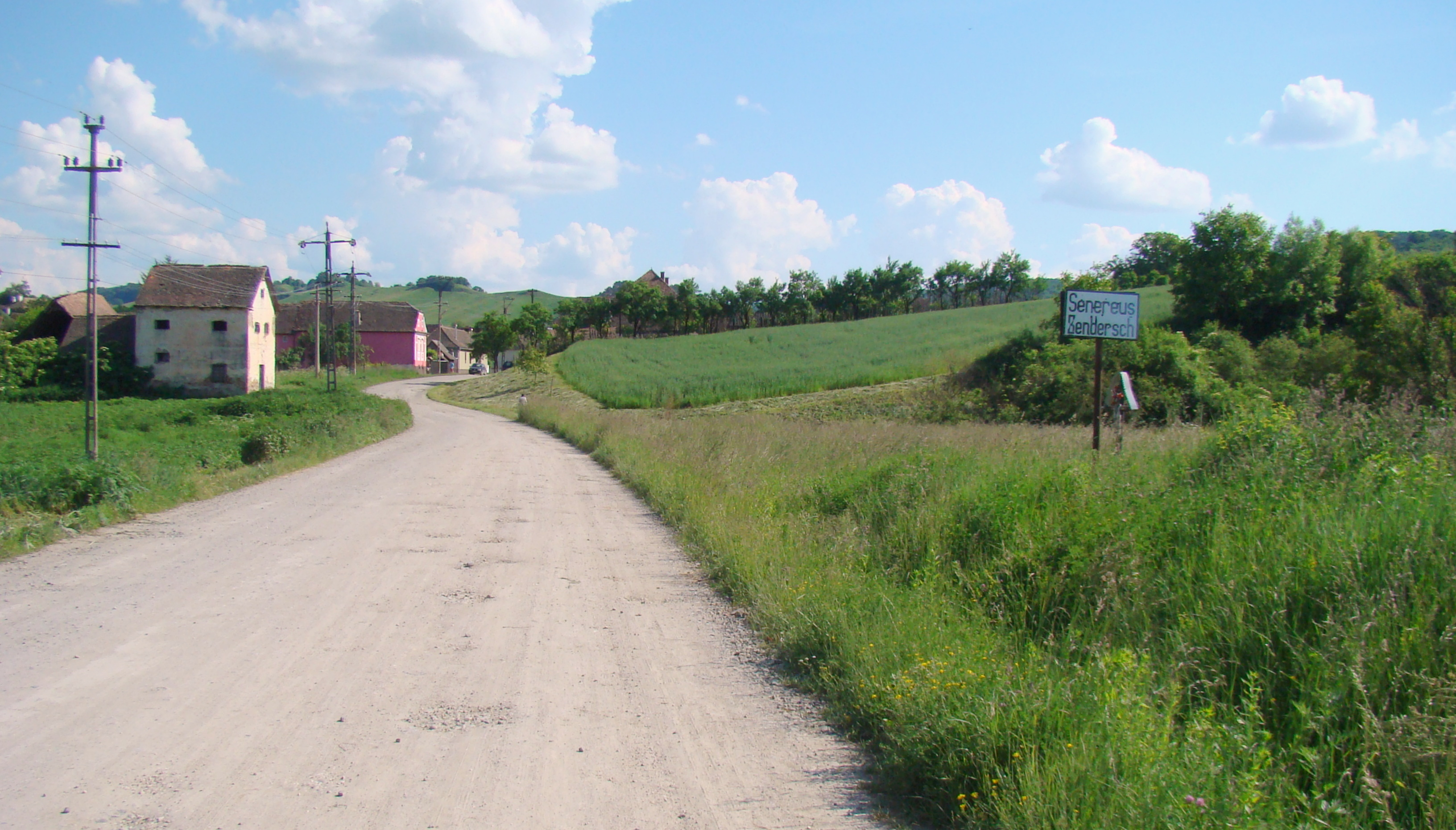
Intrarea în localitate
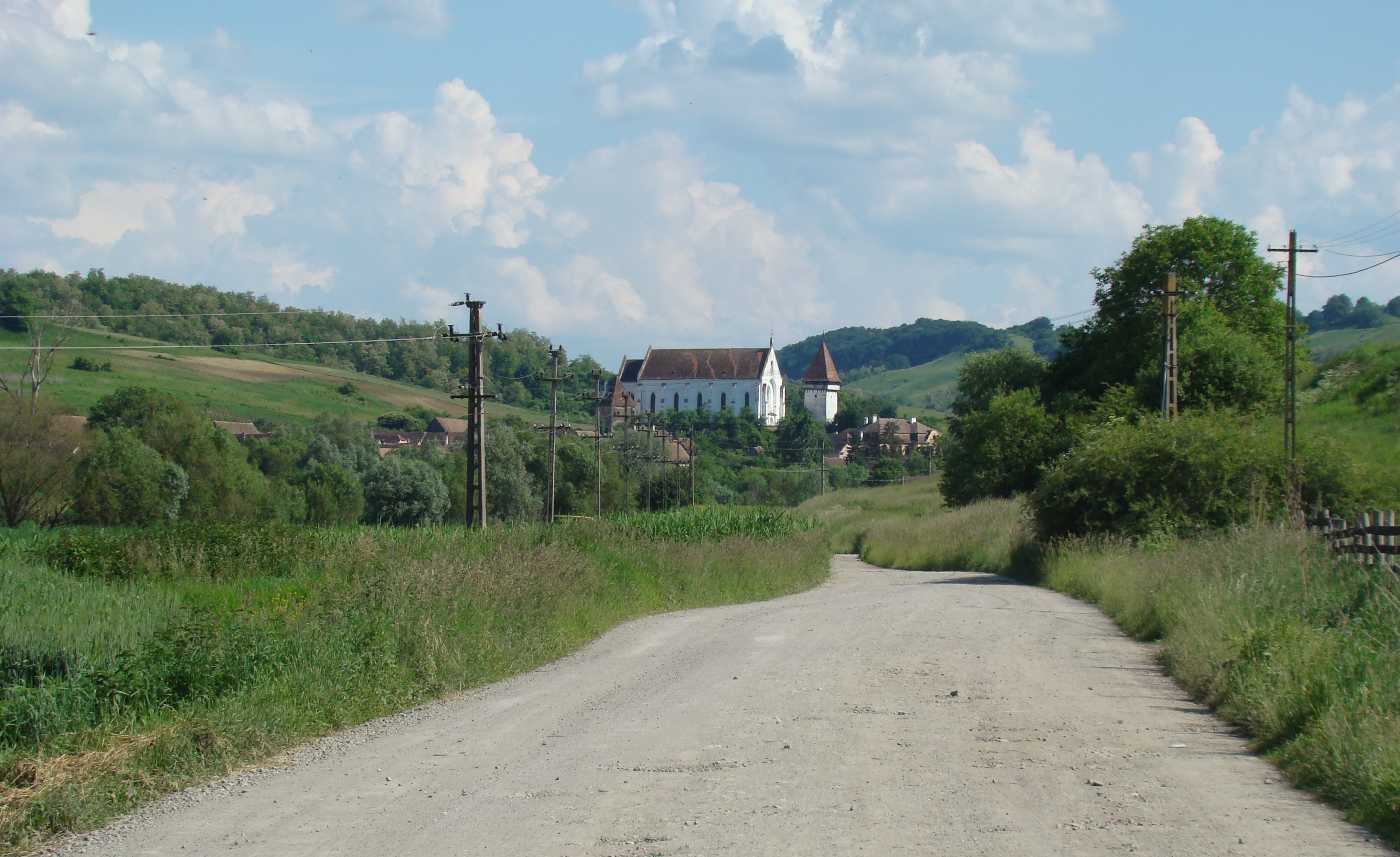
Biserica evanghelică văzută din drumul spre Agrișteu
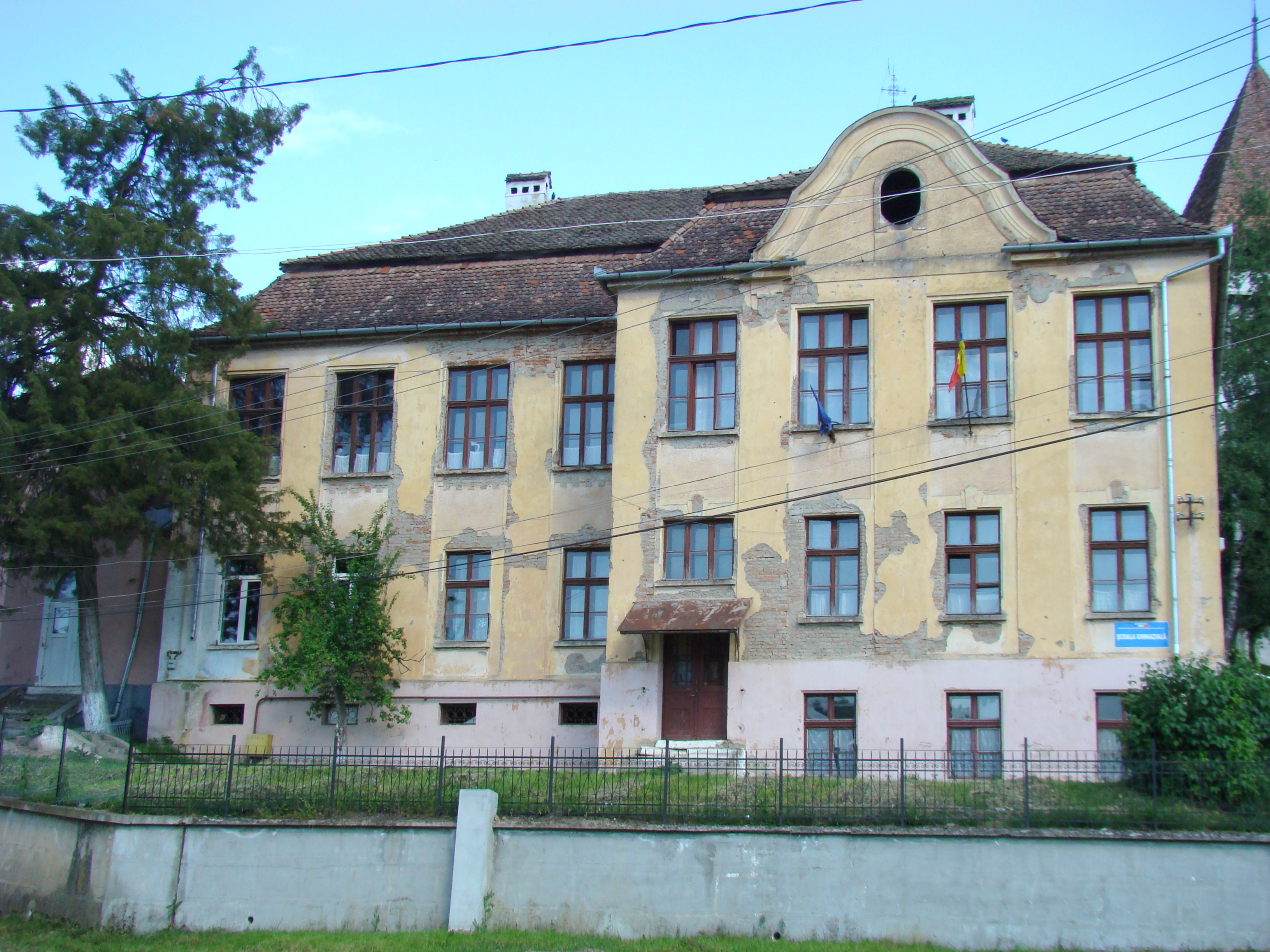
Școala
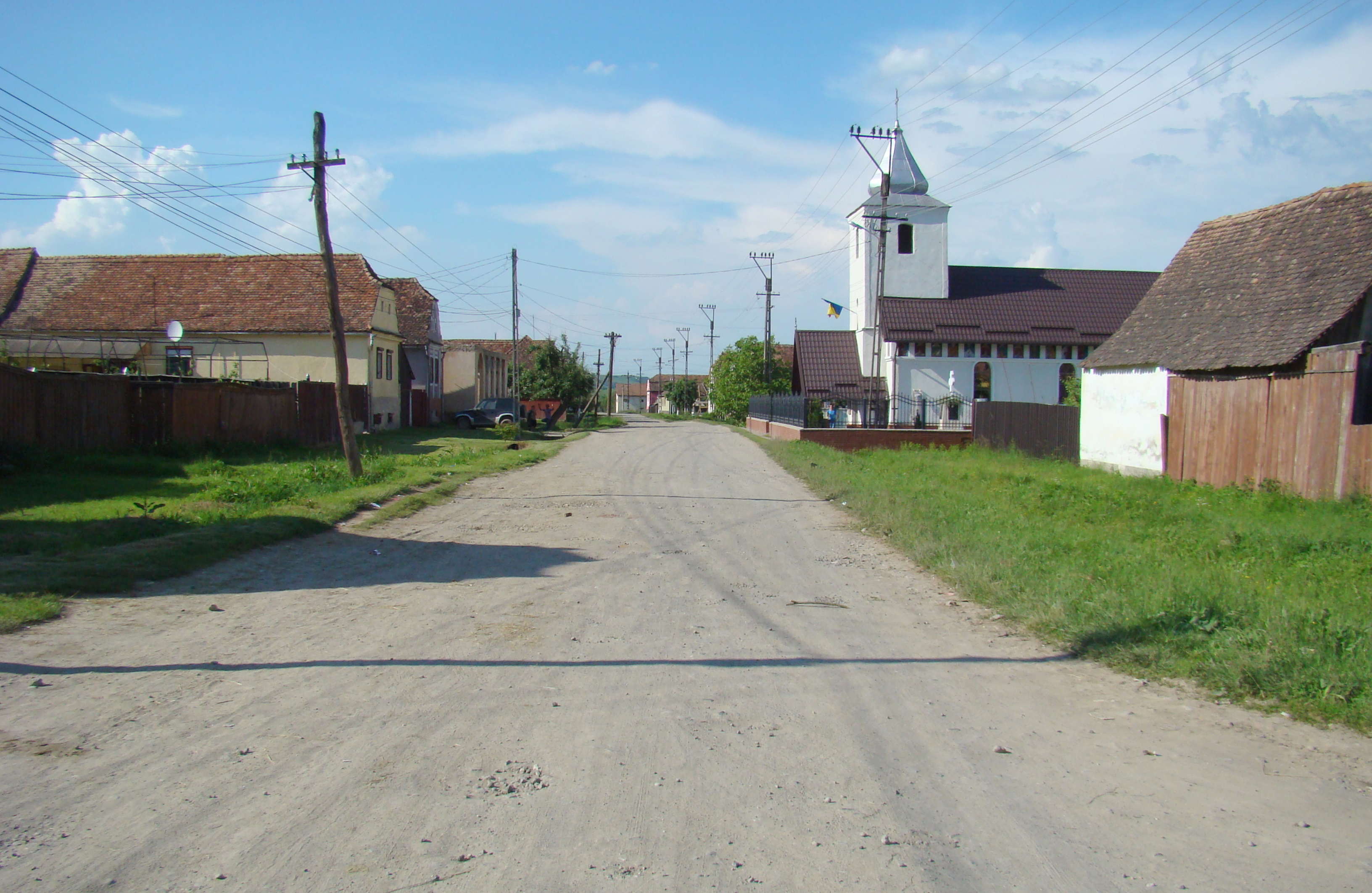
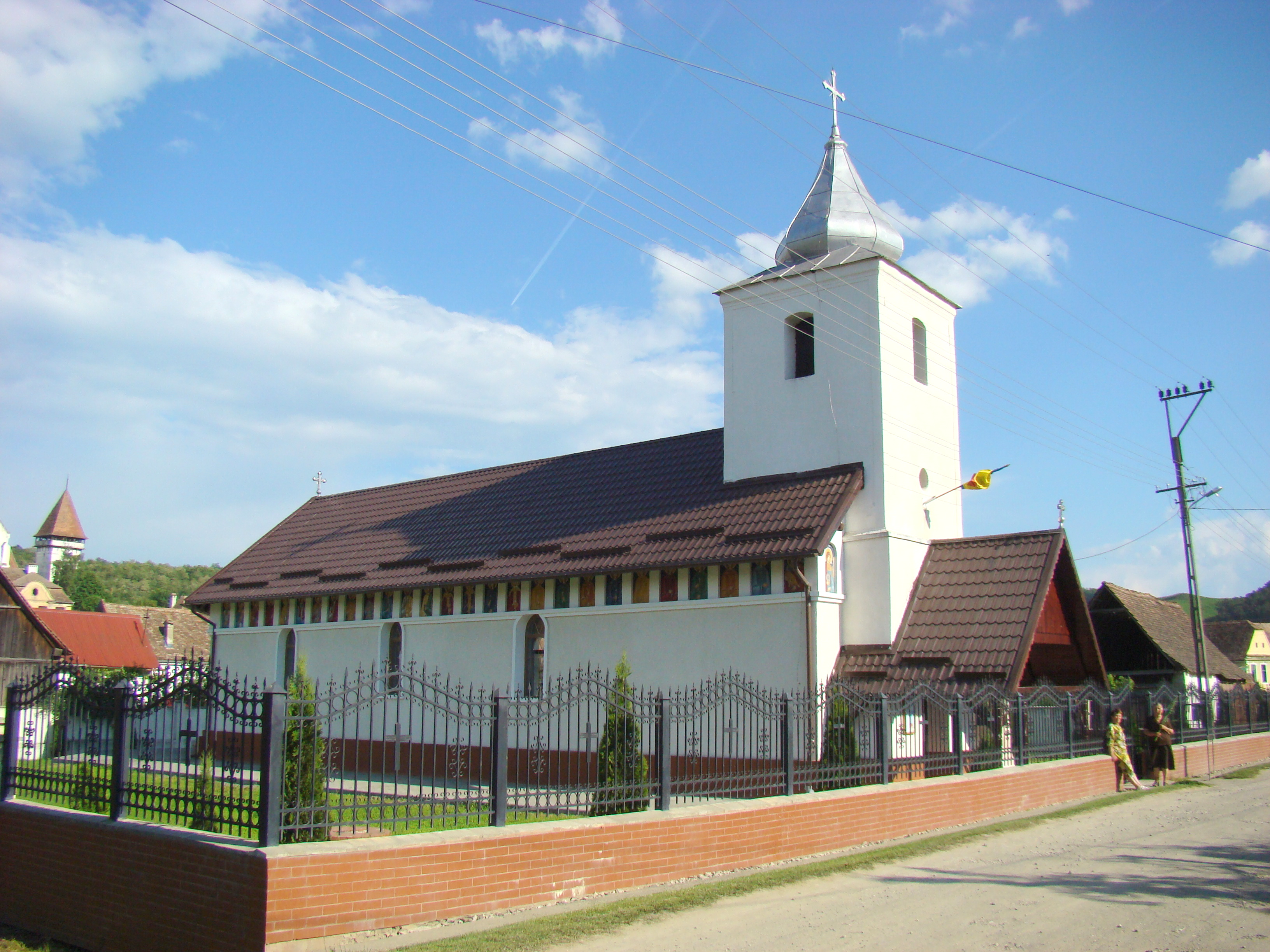
Biserica ortodoxă cu hramul „Sfinții Arhangheli”
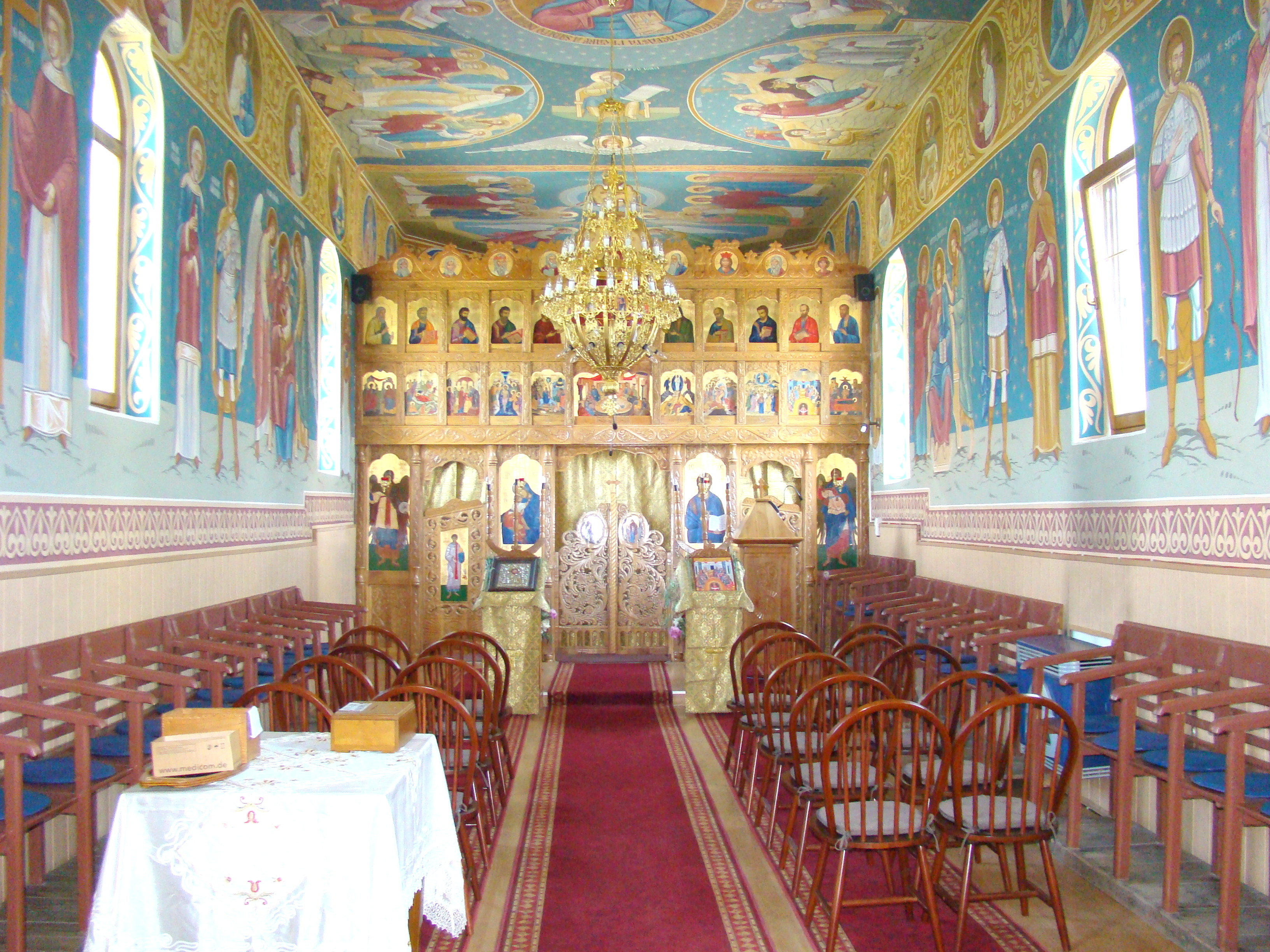
Biserica ortodoxă (nava spre iconostas)
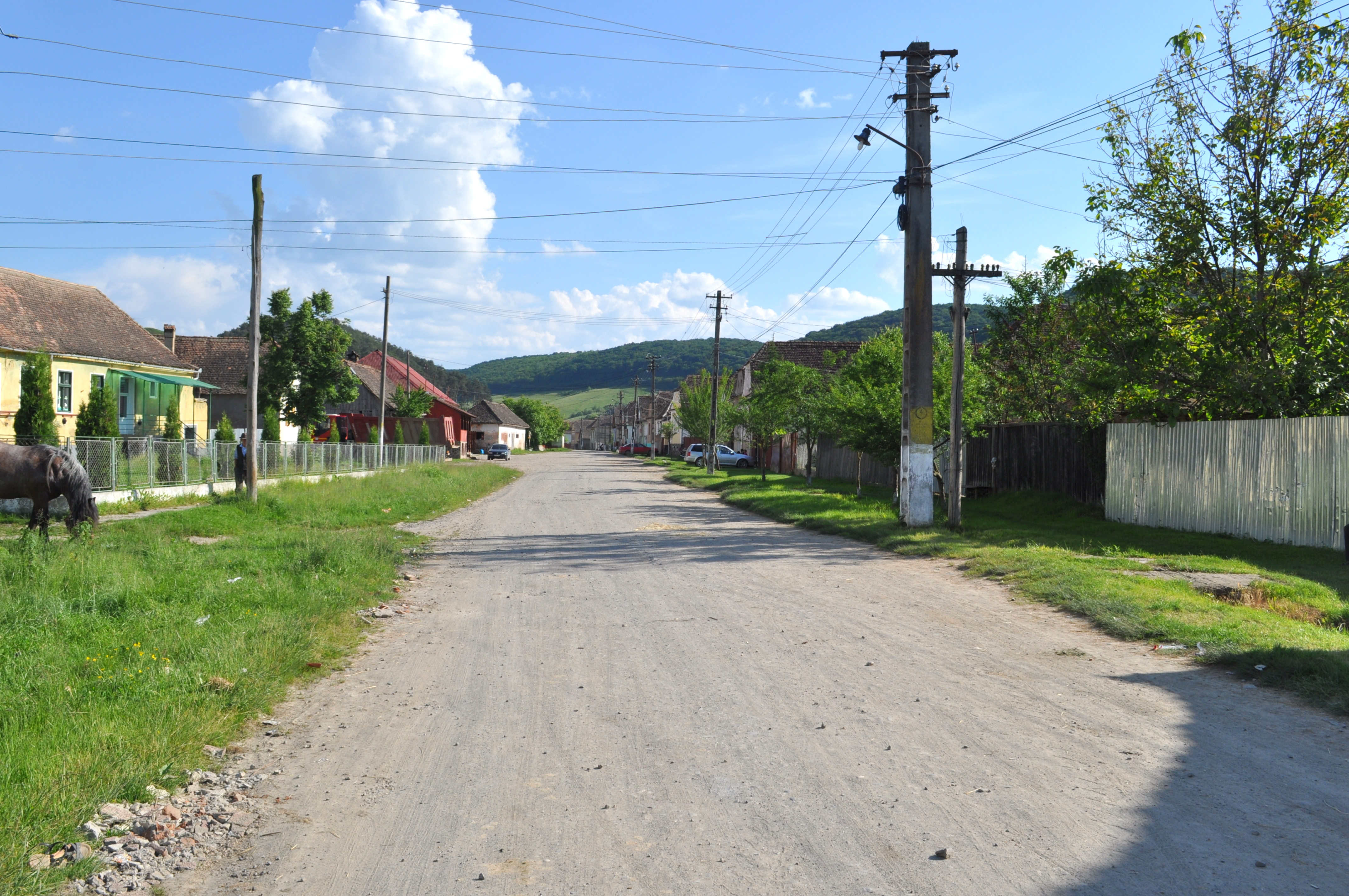
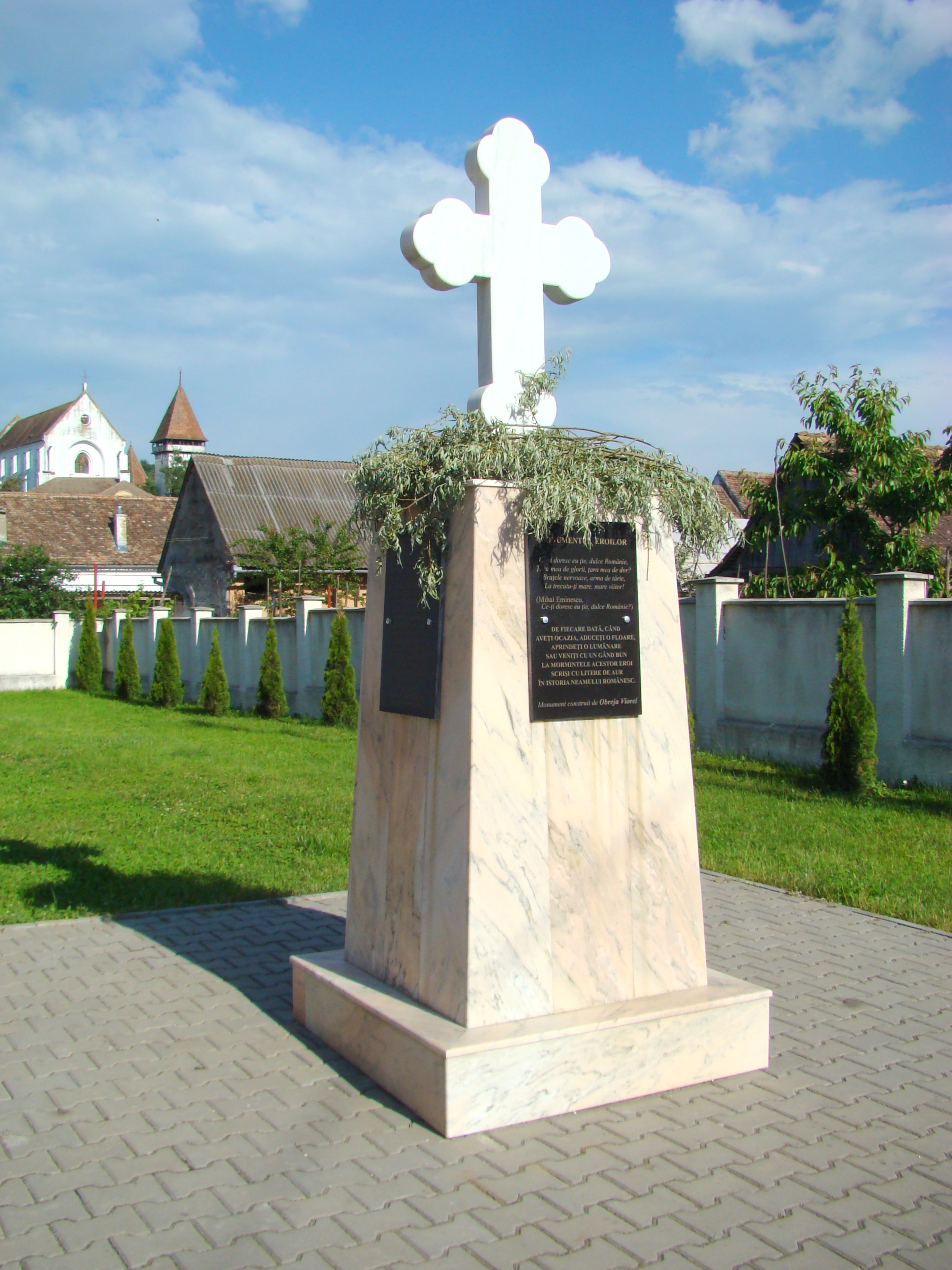
Monumentul eroilor
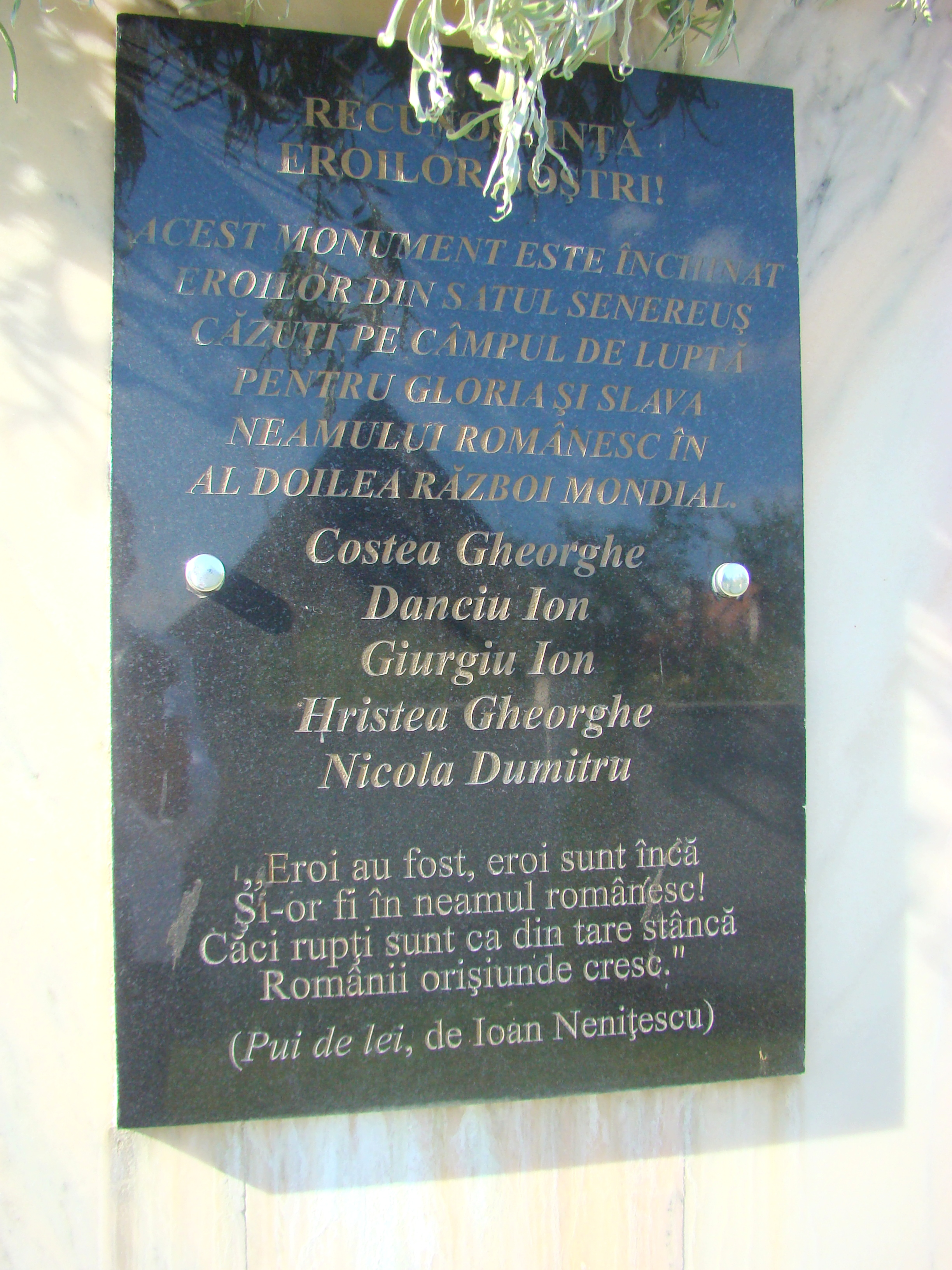
Monumentul eroilor (detaliu)
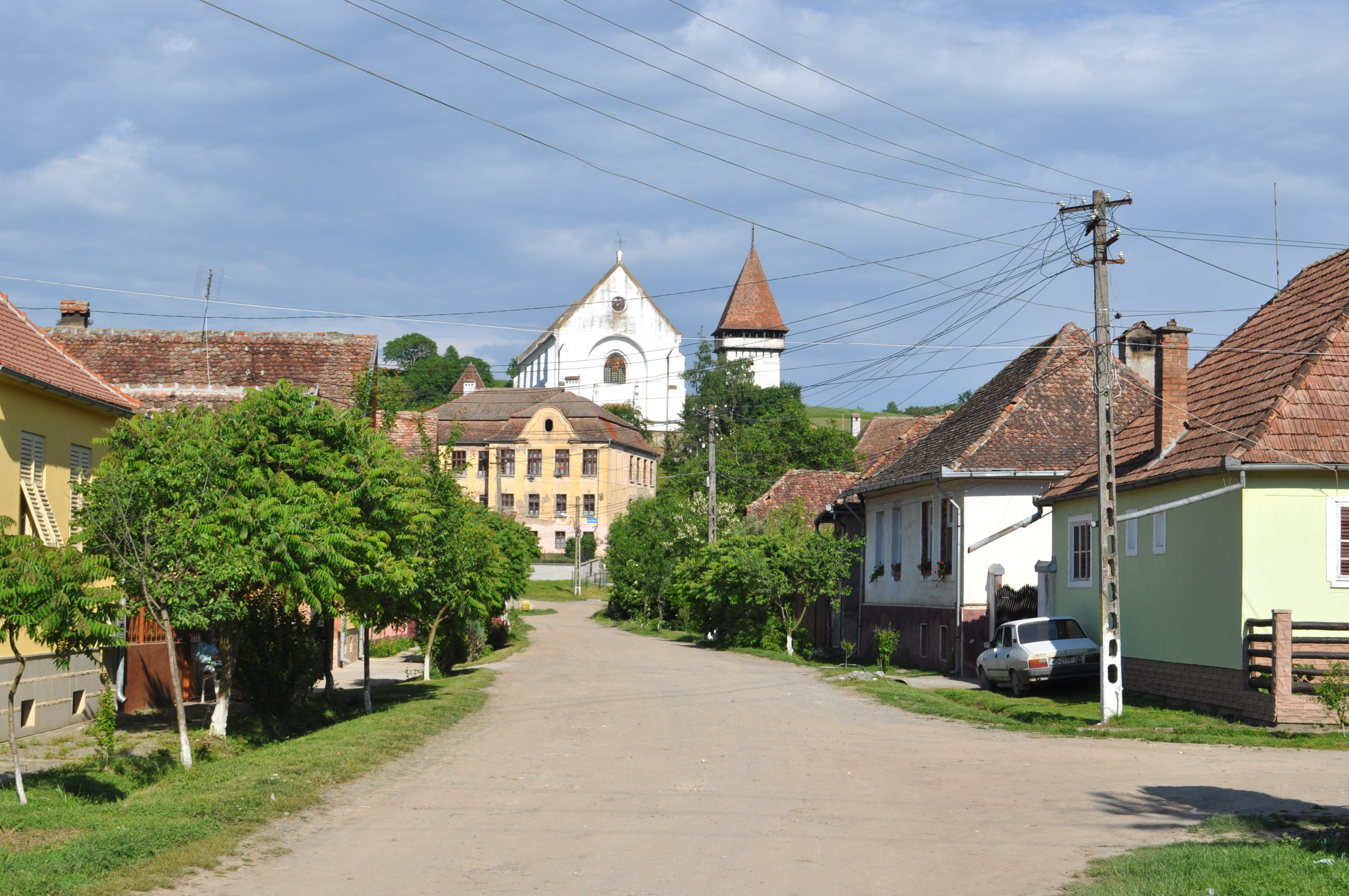
Biserica evanghelică (monument istoric)
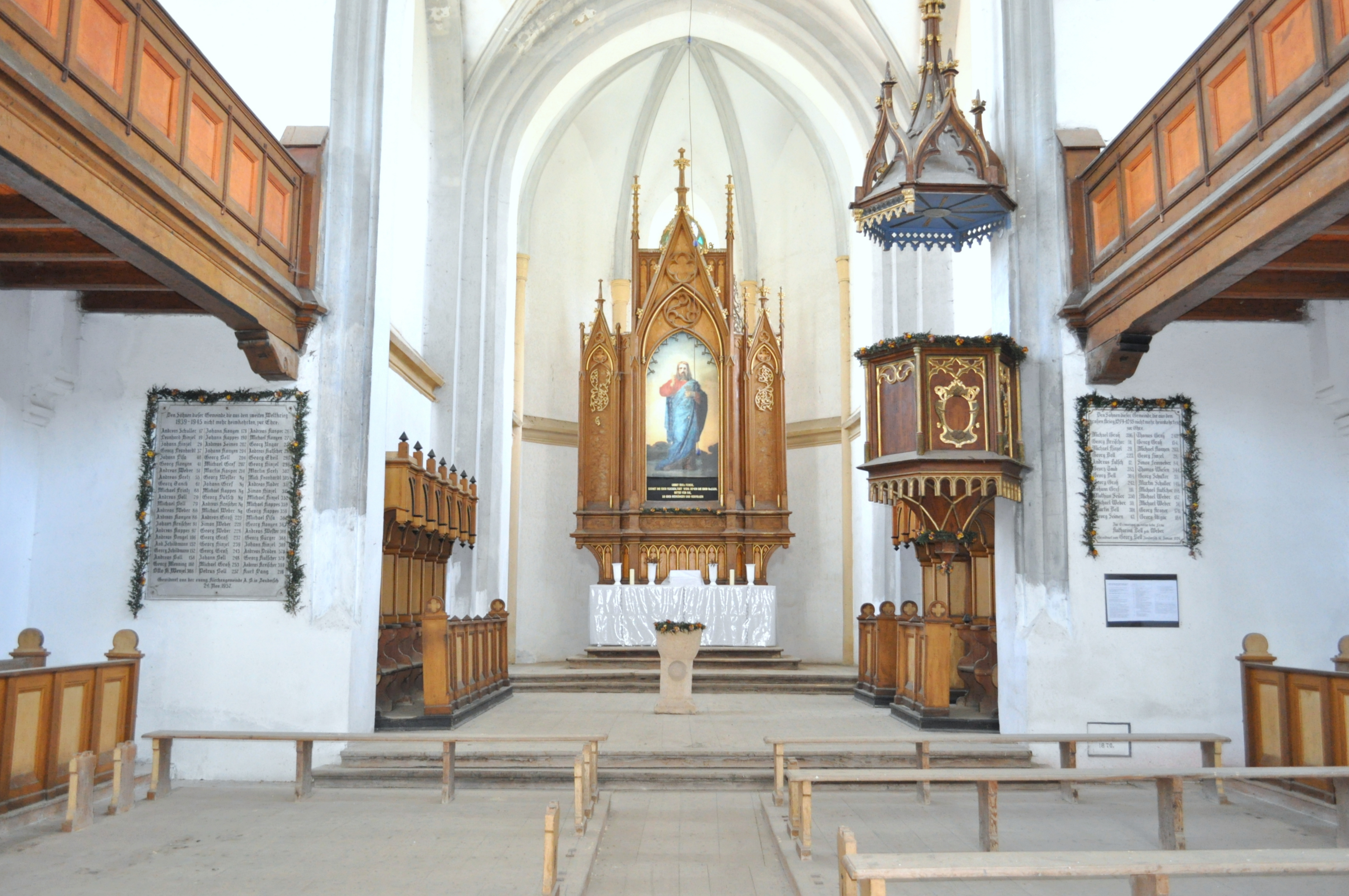
Biserica evanghelică (monument istoric)
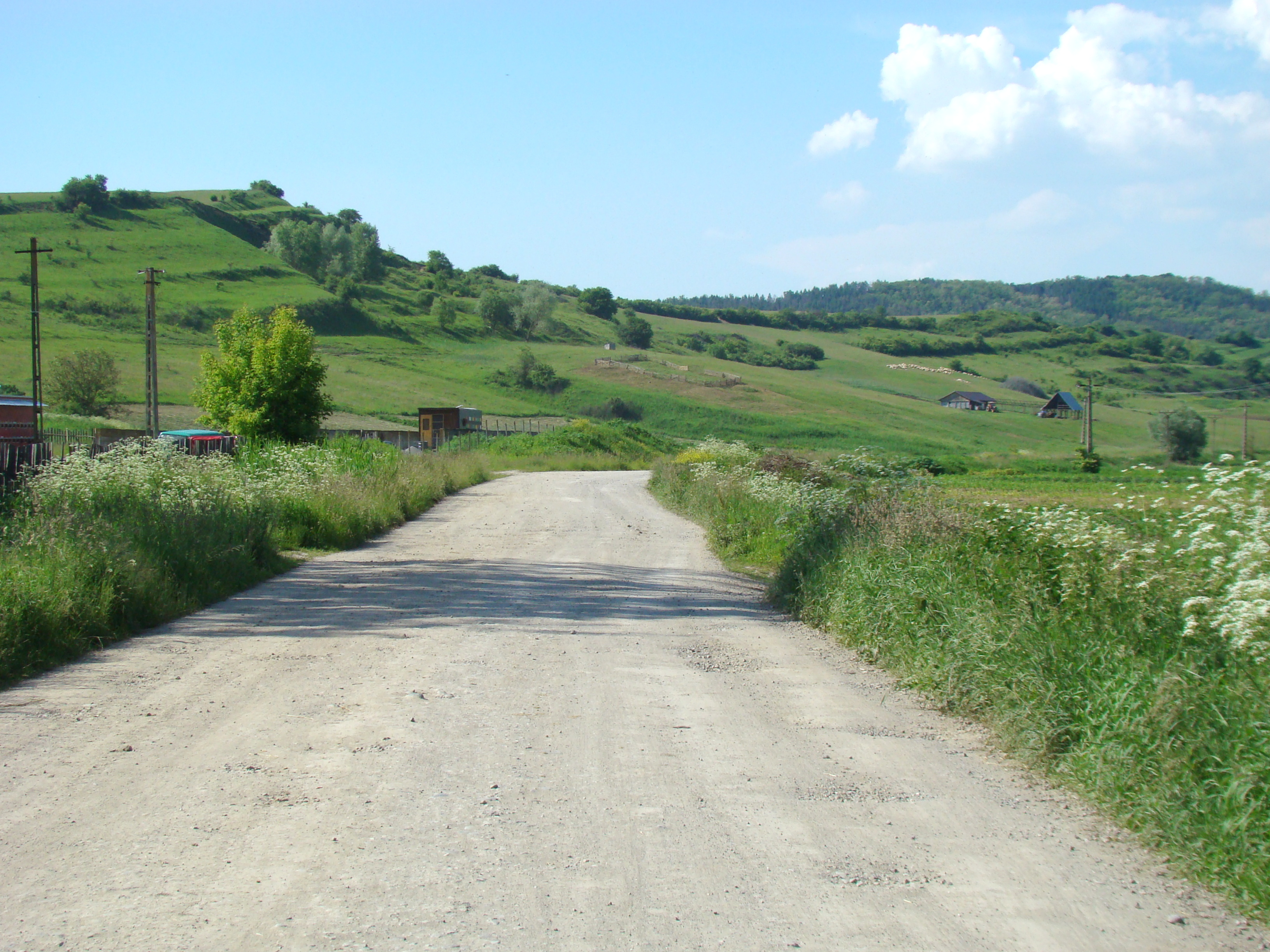